# Leichtathletik-Afrikameisterschaften 1998
Die 11. Leichtathletik-Afrikameisterschaften fanden vom 18. bis 22. August 1998 im Stadion Léopold Sédar Senghor in der senegalesischen Hauptstadt Dakar statt.
Entscheidungen fielen in 22 Disziplinen für Männer und 20 Disziplinen für Frauen. Bei den Frauen gab es noch keine Wettbewerbe im 3000-Meter-Hindernislauf und im Stabhochsprung, dafür zum ersten Mal im Hammerwurf. Im Vergleich zu den vorangegangenen Afrikameisterschaften wurde der 10.000-Meter-Lauf bei Männern und Frauen durch einen 3000-Meter-Lauf ersetzt.
Es nahmen 395 Athleten aus 39 Ländern teil. Drei von ihnen gelang in Dakar die Titelverteidigung in ihrer Disziplin: Seun Ogunkoya (NGR, 100-Meter-Lauf), Hatem Ghoula (TUN, 20 km Gehen), Glory Alozie (NGR, 100-Meter-Hürdenlauf). Außerdem siegten in der 4-mal-400-Meter-Staffel mit Nigeria bei den Frauen und Senegal bei den Männern dieselben Länder wie bei den letzten Afrikameisterschaften.

## Resultate

### 100 m
| Platz | Athlet              | Land | Zeit (s)  |
| ----- | ------------------- | ---- | --------- |
| 1     | Seun Ogunkoya       | NGR  | 9,94 (CR) |
| 2     | Frank Fredericks    | NAM  | 9,97      |
| 3     | Leonard Myles-Mills | GHA  | 10,10     |

(Wind: +0,1 m/s)
| Platz | Athletin          | Land | Zeit (s)   |
| ----- | ----------------- | ---- | ---------- |
| 1     | Mary Onyali       | NGR  | 11,05 (CR) |
| 2     | Endurance Ojokolo | NGR  | 11,08      |
| 3     | Rose Aboaja       | NGR  | 11,31      |

(Wind: -1,1 m/s)

### 200 m
| Platz | Athlet           | Land | Zeit (s)   |
| ----- | ---------------- | ---- | ---------- |
| 1     | Frank Fredericks | NAM  | 19,99 (CR) |
| 2     | Sunday Emmanuel  | NGR  | 20,45      |
| 3     | Oumar Loum       | SEN  | 20,59      |

(Wind: +0,6 m/s)
| Platz | Athletin         | Land | Zeit (s)   |
| ----- | ---------------- | ---- | ---------- |
| 1     | Falilat Ogunkoya | NGR  | 22,22 (CR) |
| 2     | Rose Aboaja      | NGR  | 22,83      |
| 3     | Heide Seyerling  | RSA  | 22,89      |

(Wind: -1,1 m/s)

### 400 m
| Platz | Athlet         | Land | Zeit (s)   |
| ----- | -------------- | ---- | ---------- |
| 1     | Clement Chukwu | NGR  | 44,65 (CR) |
| 2     | Davis Kamoga   | UGA  | 44,79      |
| 3     | Ibrahima Wade  | SEN  | 45,05      |

| Platz | Athletin               | Land | Zeit (s)   |
| ----- | ---------------------- | ---- | ---------- |
| 1     | Falilat Ogunkoya       | NGR  | 50,07 (CR) |
| 2     | Charity Opara          | NGR  | 50,13      |
| 3     | Ony Paule Ratsimbazafy | MAD  | 52,11      |

### 800 m
| Platz | Athlet             | Land | Zeit (min) |
| ----- | ------------------ | ---- | ---------- |
| 1     | Japheth Kimutai    | KEN  | 1:45,82    |
| 2     | Patrick Ndururi    | KEN  | 1:45,85    |
| 3     | Djabir Saïd Guerni | ALG  | 1:46,31    |

| Platz | Athletin               | Land | Zeit (min) |
| ----- | ---------------------- | ---- | ---------- |
| 1     | Maria de Lurdes Mutola | MOZ  | 1:57,95    |
| 2     | Hasna Benhassi         | MAR  | 2:01,24    |
| 3     | Julia Sakara           | ZIM  | 2:01,55    |

### 1500 m
| Platz | Athlet         | Land | Zeit (min) |
| ----- | -------------- | ---- | ---------- |
| 1     | Laban Rotich   | KEN  | 3:45,03    |
| 2     | Adil Kaouch    | MAR  | 3:47,34    |
| 3     | Ali Saïdi-Sief | ALG  | 3:47,89    |

| Platz | Athletin         | Land | Zeit (min)   |
| ----- | ---------------- | ---- | ------------ |
| 1     | Jackline Maranga | KEN  | 4:11,75 (CR) |
| 2     | Julia Sakara     | ZIM  | 4:13,64      |
| 3     | Bouchra Benthami | MAR  | 4:17,83      |

### 3000 m
| Platz | Athlet         | Land | Zeit (min)   |
| ----- | -------------- | ---- | ------------ |
| 1     | Tom Nyariki    | KEN  | 8:03,75 (CR) |
| 2     | Brahim Lahlafi | MAR  | 8:05,00      |
| 3     | Fita Bayisa    | ETH  | 8:05,16      |

| Platz | Athletin          | Land | Zeit (min) |
| ----- | ----------------- | ---- | ---------- |
| 1     | Zahra Ouaziz      | MAR  | 8:53,75    |
| 2     | Genet Gebregiogis | ETH  | 9:13,47    |
| 3     | Yemenashu Taye    | ETH  | 9:13,59    |

### 5000 m
| Platz | Athlet         | Land | Zeit (min) |
| ----- | -------------- | ---- | ---------- |
| 1     | Daniel Komen   | KEN  | 13:35,70   |
| 2     | Hailu Mekonnen | ETH  | 13:38,19   |
| 3     | William Kalya  | KEN  | 13:39,17   |

| Platz | Athletin       | Land | Zeit (min)    |
| ----- | -------------- | ---- | ------------- |
| 1     | Berhane Adere  | ETH  | 15:54,31 (CR) |
| 2     | Sally Barsosio | KEN  | 15:59,12      |
| 3     | Merima Denboba | ETH  | 16:11,16      |

### 110 m/100 m Hürden
| Platz | Athlet           | Land | Zeit (s) |
| ----- | ---------------- | ---- | -------- |
| 1     | Shaun Bownes     | RSA  | 13,72    |
| 2     | William Erese    | NGR  | 13,92    |
| 3     | Doudou Félou Sow | SEN  | 14,57    |

(Wind: +0,5 m/s)
| Platz | Athletin         | Land | Zeit (s)   |
| ----- | ---------------- | ---- | ---------- |
| 1     | Glory Alozie     | NGR  | 12,77 (CR) |
| 2     | Mame Tacko Diouf | SEN  | 13,08      |
| 3     | Corien Botha     | RSA  | 13,25      |

(Wind: -0,1 m/s)

### 400 m Hürden
| Platz | Athlet        | Land | Zeit (s) |
| ----- | ------------- | ---- | -------- |
| 1     | Samuel Matete | ZAM  | 48,58    |
| 2     | Ken Harnden   | ZIM  | 49,39    |
| 3     | Ibou Faye     | SEN  | 49,59    |

| Platz | Athletin         | Land | Zeit (s)   |
| ----- | ---------------- | ---- | ---------- |
| 1     | Nezha Bidouane   | MAR  | 54,24 (CR) |
| 2     | Mame Tacko Diouf | SEN  | 55,06      |
| 3     | Saidat Onauga    | NGR  | 56,84      |

### 3000 m Hindernis
| Platz | Athlet           | Land | Zeit (min)   |
| ----- | ---------------- | ---- | ------------ |
| 1     | Bernard Barmasai | KEN  | 8:11,74 (CR) |
| 2     | Richard Limo     | KEN  | 8:20,67      |
| 3     | Brahim Boulami   | MAR  | 8:29,52      |

### 20 km/5000 m Gehen
| Platz | Athlet           | Land | Zeit (h) |
| ----- | ---------------- | ---- | -------- |
| 1     | Hatem Ghoula     | TUN  | 1:31:28  |
| 2     | Moussa Aouanouk  | ALG  | 1:32:18  |
| 3     | Getachew Demisse | ETH  | 1:34:19  |

| Platz | Athletin            | Land | Zeit (min) |
| ----- | ------------------- | ---- | ---------- |
| 1     | Nagwa Ibrahim Ali   | EGY  | 24:28,42   |
| 2     | Dounia Kara         | ALG  | 25:17,17   |
| 3     | Anne-Hortense Ebéna | CMR  | 25:33,11   |

### Hochsprung
| Platz | Athlet              | Land | Höhe (m) |
| ----- | ------------------- | ---- | -------- |
| 1     | Abderrahmane Hammad | ALG  | 2,21     |
| 2     | Khemraj Naïko       | MRI  | 2,18     |
| 3     | Gavin Lendis        | RSA  | 2,15     |

| Platz | Athlet             | Land | Höhe (m) |
| ----- | ------------------ | ---- | -------- |
| 1     | Hestrie Storbeck   | RSA  | 1,92     |
| 2     | Irène Tiendrébéogo | BUR  | 1,84     |
| 3     | Nkechinyere Mbaoma | NGR  | 1,75     |

### Weitsprung
| Platz | Athlet             | Land | Weite (m) |
| ----- | ------------------ | ---- | --------- |
| 1     | Hatem Mersal       | EGY  | 8,13      |
| 2     | Anis Gallali       | TUN  | 8,01      |
| 3     | Mark Anthony Awere | GHA  | 7,77      |

| Platz | Athletin       | Land | Weite (m) |
| ----- | -------------- | ---- | --------- |
| 1     | Chioma Ajunwa  | NGR  | 6,78 (CR) |
| 2     | Chinedu Odozor | NGR  | 6,45      |
| 3     | Baya Rahouli   | ALG  | 6,36      |

### Dreisprung
| Platz | Athlet                | Land | Weite (m)  |
| ----- | --------------------- | ---- | ---------- |
| 1     | Andrew Owusu          | GHA  | 17,23 (CR) |
| 2     | Ndabazinhle Mdhlongwa | ZIM  | 17,19      |
| 3     | Oluyemi Sule          | NGR  | 16,37      |

| Platz | Athletin               | Land | Weite (m)  |
| ----- | ---------------------- | ---- | ---------- |
| 1     | Baya Rahouli           | ALG  | 13,96 (CR) |
| 2     | Françoise Mbango Etone | CMR  | 13,80      |
| 3     | Kéné Ndoye             | SEN  | 13,30      |

### Stabhochsprung
| Platz | Athlet           | Land | Höhe (m)  |
| ----- | ---------------- | ---- | --------- |
| 1     | Okkert Brits     | RSA  | 5,40 (CR) |
| 2     | Kersley Gardenne | MRI  | 5,20      |
| 3     | Mohamed Bédoui   | TUN  | 4,80      |

### Speerwurf
| Platz | Athlet                 | Land | Weite (m) |
| ----- | ---------------------- | ---- | --------- |
| 1     | Marius Corbett         | RSA  | 79,82     |
| 2     | Khaled Es Sayed Yassin | EGY  | 72,84     |
| 3     | Bouna Diop             | SEN  | 72,66     |

| Platz | Athletin          | Land | Weite (m) |
| ----- | ----------------- | ---- | --------- |
| 1     | Lindy Leveaux     | SEY  | 47,56     |
| 2     | Bernadette Ravina | MRI  | 46,79     |
| 3     | Monique Djikada   | CMR  | 45,61     |

### Diskuswurf
| Platz | Athlet           | Land | Weite (m) |
| ----- | ---------------- | ---- | --------- |
| 1     | Frantz Kruger    | RSA  | 62,17     |
| 2     | Frits Potgieter  | RSA  | 60,50     |
| 3     | Mickaël Conjungo | CAF  | 57,52     |

| Platz | Athletin           | Land | Weite (m) |
| ----- | ------------------ | ---- | --------- |
| 1     | Elizna Naudé       | RSA  | 50,28     |
| 2     | Caroline Fournier  | MRI  | 50,28     |
| 3     | Hanan Ahmed Khaled | EGY  | 42,82     |

### Kugelstoßen
| Platz | Athlet             | Land | Weite (m) |
| ----- | ------------------ | ---- | --------- |
| 1     | Burger Lambrechts  | RSA  | 19,78     |
| 2     | Dhia Kamel Ahmed   | EGY  | 17,61     |
| 3     | Quentin Soné Ehawa | CMR  | 15,51     |

| Platz | Athletin           | Land | Weite (m) |
| ----- | ------------------ | ---- | --------- |
| 1     | Veronica Abrahamse | RSA  | 15,07     |
| 2     | Amel Ben Khaled    | TUN  | 14,83     |
| 3     | Hanan Ahmed Khaled | EGY  | 14,68     |

### Hammerwurf
| Platz | Athlet       | Land | Weite (m)  |
| ----- | ------------ | ---- | ---------- |
| 1     | Chris Harmse | RSA  | 72,11 (CR) |
| 2     | Hakim Toumi  | ALG  | 69,36      |
| 3     | Samir Haouam | ALG  | 68,79      |

| Platz | Athletin            | Land | Weite (m)  |
| ----- | ------------------- | ---- | ---------- |
| 1     | Caroline Fournier   | MRI  | 54,29 (CR) |
| 2     | Marwa Ahmed Hussein | EGY  | 47,55      |
| 3     | Djida Yalloulène    | ALG  | 47,43      |

### 4 × 100 m
| Platz | Land           | Zeit (s) |
| ----- | -------------- | -------- |
| 1     | Elfenbeinküste | 38,76    |
| 2     | Nigeria        | 38,88    |
| 3     | Kamerun        | 39,61    |

| Platz | Land       | Zeit (s) |
| ----- | ---------- | -------- |
| 1     | Nigeria    | 43,75    |
| 2     | Madagaskar | 43,78    |
| 3     | Ghana      | 43,89    |

### 4 × 400 m
| Platz | Land     | Zeit (min) |
| ----- | -------- | ---------- |
| 1     | Senegal  | 3:04,20    |
| 2     | Simbabwe | 3:04,47    |
| 3     | Nigeria  | 3:05,18    |

| Platz | Land    | Zeit (min) |
| ----- | ------- | ---------- |
| 1     | Nigeria | 3:31,07    |
| 2     | Senegal | 3:31,42    |
| 3     | Kamerun | 3:33,85    |

### Zehnkampf/Siebenkampf
| Platz | Athlet                | Land | Punkte |
| ----- | --------------------- | ---- | ------ |
| 1     | Rédouane Youcef       | ALG  | 7352   |
| 2     | Mohamed Benyahia      | ALG  | 7093   |
| 3     | Issam Abdelatif Saber | EGY  | 6420   |

| Platz | Athletin            | Land | Punkte |
| ----- | ------------------- | ---- | ------ |
| 1     | Patience Itanyi     | NGR  | 5376   |
| 2     | Mary Dolly Zé Oyono | CMR  | 5211   |
| 3     | Paulette Mendy      | SEN  | 4716   |

## Medaillenspiegel
| Medaillenspiegel Endstand nach 42 Entscheidungen | Medaillenspiegel Endstand nach 42 Entscheidungen | Medaillenspiegel Endstand nach 42 Entscheidungen | Medaillenspiegel Endstand nach 42 Entscheidungen | Medaillenspiegel Endstand nach 42 Entscheidungen | Medaillenspiegel Endstand nach 42 Entscheidungen |
| Platz                                            | Land                                             | Gold                                             | Silber                                           | Bronze                                           | Gesamt                                           |
| ------------------------------------------------ | ------------------------------------------------ | ------------------------------------------------ | ------------------------------------------------ | ------------------------------------------------ | ------------------------------------------------ |
| 1                                                | Nigeria                                          | 10                                               | 7                                                | 5                                                | 22                                               |
| 2                                                | Südafrika                                        | 9                                                | 1                                                | 3                                                | 13                                               |
| 3                                                | Kenia                                            | 6                                                | 3                                                | 1                                                | 10                                               |
| 4                                                | Algerien                                         | 3                                                | 4                                                | 5                                                | 12                                               |
| 5                                                | Ägypten                                          | 2                                                | 3                                                | 3                                                | 8                                                |
| 6                                                | Marokko                                          | 2                                                | 3                                                | 2                                                | 7                                                |
| 7                                                | Mauritius                                        | 1                                                | 4                                                | –                                                | 5                                                |
| 8                                                | Senegal                                          | 1                                                | 3                                                | 7                                                | 11                                               |
| 9                                                | Äthiopien                                        | 1                                                | 2                                                | 4                                                | 7                                                |
| 10                                               | Tunesien                                         | 1                                                | 2                                                | 1                                                | 4                                                |
| 11                                               | Namibia                                          | 1                                                | 1                                                | –                                                | 2                                                |
| 12                                               | Ghana                                            | 1                                                | –                                                | 3                                                | 4                                                |
| 13                                               | Elfenbeinküste                                   | 1                                                | –                                                | –                                                | 1                                                |
| 13                                               | Mosambik                                         | 1                                                | –                                                | –                                                | 1                                                |
| 13                                               | Sambia                                           | 1                                                | –                                                | –                                                | 1                                                |
| 13                                               | Seychellen                                       | 1                                                | –                                                | –                                                | 1                                                |
| 17                                               | Simbabwe                                         | –                                                | 4                                                | 1                                                | 5                                                |
| 18                                               | Kamerun                                          | –                                                | 2                                                | 5                                                | 7                                                |
| 19                                               | Madagaskar                                       | –                                                | 1                                                | 1                                                | 2                                                |
| 20                                               | Burkina Faso                                     | –                                                | 1                                                | –                                                | 1                                                |
| 20                                               | Uganda                                           | –                                                | 1                                                | –                                                | 1                                                |
| 22                                               | Zentralafrikanische Republik                     | –                                                | –                                                | 1                                                | 1                                                |